# Biflustra conjunctiva
Biflustra conjunctiva is een mosdiertjessoort uit de familie van de Membraniporidae. De wetenschappelijke naam van de soort is, als Membranipora conjunctiva, voor het eerst geldig gepubliceerd in 1995 door Zhang & Liu.